# Liječenje boli
Liječenje boli (također zvano medicina boli ili eng. algiatry) grana je medicine koja zapošljava
interdisciplinarni pogled na olakšavanje patnje i poboljšava kvalitetu života onih koji žive sa
boli. Tipično tim za upravljanje boli sastavljen je od medicinskih stručnjaka, kliničkih psihologa ,
psihoterapeuta, radni terapeut i medicinska sestra. Bol ponekad nestane odmah kada se podležeća
trauma ili patologija zaliječi, i tretira od strane jednog od stručnjaka, s lijekovima kao što su
analgetici i (ponekad) anksiolitici. Uspješno upravljanje dugotrajne boli, ipak, učestalo treba
kooridinirani napor cijelog tima.
Medicina liječi ozljede i patologiju da podržava i ubrzava cijeljenje, i liječi uznemirujuće simptome
kao što je bol da bi olakšala patnju tijekom liječenja i procesa cijeljenja. Kada je bolna ozljeda ili
patologija otporna na liječenje i uporna, kada bol ostaje i nakon što je rana ili patologija zacijelila, i
kada medicina ne može identificirati uzrok boli, zadatak medicine je da smanji patnju.
Pogledi na dugotrajno liječenje boli uključuju farmakološke mjere, kao analgetike, tricikličke
antidepresive i antikonvulzive, intervencijske procedure, fizikalnu terapiju ,vježbanje, stavljanje leda
i/ili topline, i psihološke mjere, kao biofeedback i kongnitivno-bihevioralnu terapiju.

## Medicinske specijalnosti
Stručnjaci za upravljanje boli dolaze iz svih polja medicine. Najčešće,pain fellowship obučeni liječnici
su anesteziolozi, neurolozi, fizijatri i psihijatri. Liječnici palijativne skrbi su također specijalisti u
upravljanju boli. Neki liječnici nisu obučeni nakon specijalizacije i odlučili su se certificirati od
American Board of Pain Medicine (američka komisija za medicinu boli) koja nije priznata od American
Boar of Medical Specialities (američka komisija za medicinske specijalnosti) i ne zahtjeva obuku
nakon specijalizacije .Doduše, American Board of Anesthesiology (američke komisije anestezilogije)
i American Board of Psyical Medicine and Rehabilitation (američke komsije fizikalne medicine
i rehabilitacije) imaju subspecijalnost u upravljanju boli koja je priznata od američke komisije
za medicinske specijalnosti i zahtjeva obuku nakon specijalizacije. Neki liječnici usredotočeni
su na farmakološko liječenje pacijenta, dok su drugi vrlo vješti u intrevencijaskom upravljanju
boli. Intervencijske metode – tipično korištene za korničnu bol - uključuju: epiduralne injekcije
sterioda, zglobne injekcije, neurološki blokovi, stimulatori leđne moždine i intratekalni sustavi za
davanje lijekova. Kroz posljednjih nekoliko godina broj intervencijski postupaka raste.
Jednako kao medicinski stručnjaci, područje upravljanja boli često ima koristi od uključivanja
psihoterapeuta, kiropraktičara, kliničkih psihologa i radnih terapeuta, među ostalima. Zajedno
multidisciplinarni tim može pomoći u stvaranju paketa skrbi odgovarajućeg za pacijenta.
Zbog brzog napretka na području medicine boli mnogi liječnici su ušli u to polje, s mnogim od tih
liječnika koji nisu priznati od komsije ili su priznati od nepriznatih komisija.

## Lijekovi
Svjetska zdravstvena organizacija(WHO) preporučuje ljestve boli u postizanju analgezije. Prvo je
opisana za liječenje boli od tumora, ali se može koristiti od strane medicinskih radnika kao generalni
princip kada se bavimo s analgezijom bilo kojeg tipa boli. U liječenju kronične boli, bila ona
povezana sa zloćudnim ili dobroćudnim procesima, SZO-ova ljestvica boli u 3 koraka pružaju smjernice za
odabir tipa i porast količine analgezije. Točni lijekovi preporučani bit će drugačiji od zemlje do zemlje i u individualnim centrima za liječenje, ali sljedeće nam daje primjer SZO pristupa prema liječenju
kronične boli lijekovima. Ako, u bilo kojem trenutku, liječenje podbaci u postizanju adekvatnog
olakšanja boli, onda se liječnik i pacijent pomiču na drugi korak.

### Slaba bol
Paracetamol (acetaminophen), ili nesteroidni protuupalni lijek kao ibuprofen.

### Slaba i umjerena bol
Paracetamol, NSAID i/ili paracetamol u kombinaciji sa slabim opioidom kao što je hidrokodon, može
osigurati bolje olakšanje nego ako se koriste odvojeno.

### Umjerena i jaka bol
Kada se liječi umjerena do jaka bol, vrsta boli, akutna ili kronična, mora se uzeti u obzir. Vrsta boli
može dovesti do prepisivanja različitih lijekova. Određeni lijekovi bolje djeluju za akutnu bol, drugi za
kroničnu, neki mogu jednako dobro na obje vrste. Lijekovi za akutnu bol su za nagli nastup bol kao
što je nanešena trauma ili za liječenje post-operativne boli. Lijekovi za kroničnu bol su za olakšanje
dugotranje, perzistentne boli.
Morfin je zlatni standard prema kojem se uspoređuju svi narkotici. Fentanil ima dobrobit što manje
otpušta histamin i dakle nuspojavu temperature. Može također biti apliciran transdermalnim
flasterom što je pogodan za upravljanje kroničnom boli. Oksikodon se koristi duž Amerike i
Europe za olakšanje ozbiljne kronične boli, njegova osnovna sporodjelujuća formula još je poznata
kao OxyContin, i kratko djelujće tablete, kapsule, sirupi i ampule stavarajući ga primjerenim za
akutne nepodnošljive boli ili probijajuće boli. Diamorfin, metadon i buprenorfin se manje koriste.
Pethidine, poznati u Sjevernoj americi kao meperidin, ne preporučuje se liječenje bol zbog nejgove
niste potetnosti, kratkog trajanja, i toksičnosti povezana s učestalim korištenjem. Pentauocin,
dekstromoramid i dipipanon se također ne preporučuju u novi pacijenata osim za akutnu bol gdje se
drugi analgetici ne toleriraju ili nisu adekvatni, za farmakološko i razlozima vezanim uz zlouporabu.
Amitriptilin se prepisuje za kroničnu mišićnu bol u rukama, nogama, vratu i donjem dijelu leđa. Dok
se opijati često koriste za liječenje kronične boli, visoke doze povezane su s povećanim rizikom za
predoziranje.

### Opioidi
Opioidni lijekovi omogućuju kratko, srednje i dugodjelujuću analgeziju ovisno o specifičnim
svojstvima lijeka i ako je oblikovan kao lijek s produženim otpuštanjem. Opioidni lijekovi mogu se
uzmati oralno, injekcijom, kroz nosnu sluznicu ili usnu (bukalnu) sluznicu, rektalno, transdermalno,
intravenski, epiduralno i intratrahealno. U uvjetima kroničnoj boli koja odgovara na opioide
kombinacija dugodjelujćeg ili s produženim otpuštanjem lijeka se često prepisuje u vezi s kratko
djelujućim lijekovima za prodornu boli ili egzarcebacije.
Najčešće opioidno liječenje je oralno (tablete, kapsule ili sirupi), ali supozitoriji i kožni flasteri se
također mogu proprisivati. Injekcija opioida rijetko je potrebna za pacijente s kroničnom boli.
Premda su opioidi jaki analgetici nemogu omogućiti kompetnu analgeziju bez obzira da li je boli
akutnog ili kroničnog podrijetla. Opioidi su djelotvorni analgetici u liječenju kronične maligne boli
i skromno djelotvorni u nemalignoj boli. Kakogod, povezuju se s nepovoljnim učincima, posebno
u početku ili tijekom izmjene doze. Kada se opioidi koriste u produženom periodu mogu se pojaviti
tolerancija, kemijska ovisnost, zloupotreba i ovisnost.
Kliničke smjernice za prepisivanje opioida za kroničnu bol raspravljani su od strane američkog društa
za bol i američke akademije za medicinu boli. Uključeno u te smjernice su nemogućnost procjene
pacijenta za rizik zloupotrebe supstanci ili ovisnosti, osobna ili obiteljska povijest o zloupotrebi je
najjači prediktor za neprirodno lijekom-govoreno ponašanje. Liječnici koji prepisuju opioide trebaju
uključiti u liječenje i psihoterapeutske intervencije koje bi pacijent mogao dobivati. Smjernice također
preporućuju nadgledanje ne samo boli već i razinu djelovanja i postignuće terapeutski ciljeva.
Liječnik koji prepisuje mora posumnjati na zlouporabu kada pacijent priopći smanjenje boli a nema
prateće poboljšanje u djelovanju ili napredak u ostvarivanju ciljeva.

### Nesteroidni protuupalni lijekovi
Druga velika skupina analgetika su nesteroidni protuupalni lijekovi (NSAID). Acetaminofen/
paracetamol nisu uvijek uključeni u tu skupinu lijekova. Kakogod, acetaminofen se može koristiti
sam ili u kombinaciji s drugim analgeticima ( NSAID ili opioidima). Alternatvno prepisavni NSAID
kao što su ketoprofen i piroxicam, imaju određenu korisnost u poremećajima s kroničnom boli
i s dugotrajnim uzimanjem su povezani znakoviti neželjeni učinci. Upotreba selektivnih NSAID
imenovanim kao selektivni COX-2 inhibitori imaju značajni kardiovaskularni i cerebrovaskularni rizik
koji je određen s njihovom upotrebom.

### Antidepresivi i antiepileptici
Neki antidepresivi i antiepileptici se koriste za liječenje kronične boli i djeluju primarno unutar
puteva bol i središnjem živčanom sustavu, pripisivo im je i djelovanje kroz periferni mehanizam. Ti
mehanizmi variraju i generalno su više djelotvorni u poremećajima s neuprotskom boli isto kao i kod
kompleksnog regionalnog bolnog sindroma. Lijekovi kao gabapentin široko se prepisuju za kontrolu
boli izvan oznake. Popis nuspojava te grupe lijekova je tipično mnogo duža u liječenju kronične boli
nego kod opiata i NSAID,s mnogim antiepilepticma se ne može prestati naglo bez rizika od napadaja.

### Drugi analgetici
Drugi lijekovi se često koriste kako bi pomogli analgeticima u borbi protiv različitih tipova boli i
dijelovima sveukupnog iskustva boli. U dodatku gabapentinu, golemom većinom od koje je korišten
izvan oznake za tu namjenu, orfenadrin, ciklobenzaprin, trazodon i drugi lijekovi s antikolinergičnim
svojstvima su korisni u kombinacija s opioidima za neuproatsku bol. Orfeadrin i ciklobenzaprin su
također relaksatori mišića i zato posebno korisni u bolnim mišićnoskeletnim poremećajima.
Klonicin je pronašao korist kao analgetik za tu isti namjenu i svi od spomenutih lijekova povećavaju
učinak opioida.

## Postupci
Pulsna radiofrekvencija, neuromodelacija, direktno uvođenje lijeka i ablecija živca mogu biti korišteni
za ciljanje struktura tkiva i organa/sistema odgovoran za trajnu nocicepciju ili nociceptore iz
struktura implicirane kao izvor kronične boli.
Intratekalna pumpa koristi se za dopremu jako malih kvantita lijekova direktno u likvor. To je slično
epiduralno infuziji koja se koristi kod trudova i postoperativno. Velike razlike su te da je mnogo
učestalije za lijek da se dostavi u likvor(intratekalno) prije nego epiduralno, i pumpa može biti
potpuno implantirana ispod kože. Taj pogled omogućava veće doze lijeka da budu dostavljene
direktno ne mjesto boli, s manje sistemskih nuspojava.
Stimulator leđne moždine je usadiv (implatibilan) medicinski uređaj koji kreira električne impulse
i aplicira ih blizu dorzalne strane leđne moždine omogućuje senzaciju parestezije (˝trnjenje˝) koja
izmjenjuje percepciju boli u pacijenta.

## Fizikalni pristup

### Fizijatrija
Fizikalna medicina i rehabilitacija ( fizijatrija/fizioterapija) koristi najrazličitije fizikalne metode kao što
su termalna sredstva i elektroterapiju, isto kao terapeutske vježbe i bihevioralnu terapiju, sama ili u
tandemu s intervencijskim tehnikama i konvencionalnom farmakoterapijom za liječenje boli, češto
kao dio interdiscplinarnog ili multidisciplinarnog programa.

### TENS
Za transkutanu električnu stimulaciju živaca (engl. transcutaneous electrical nerve stimulation)
otkriveno je da ne djeluje na bol u donjem dijelu leđa, ali može pomoći kod dijabetičke neuropatije.

### Akupunktura
Akupunktura uključuje stavljanje i manipulaciju iglama na specifične točke tijela za olakšanje boli ili
za terapeutske namjene. Analizom 13 najkvalitetnijih studija liječenja boli akupunkturom, objavljenih
u siječnju 2009 u British Medical Journal, zaključeno je da postoji mala razlika u djelovanju na bol
prave, lažne i bez akupunkture.

### LLLT
Pregled iz 2007. objavljen u časopisu Annals of Internal Medicine zaključeno je da niska doza terapije
laserom nema djelovanja na bilo kroničnu ili subakutnu ili akutnu bolnost u donjem dijelu leđa, i
2008. Cochrane kolaboracijski pregled zaključio je da je premalo dokaza da se podrži korištenje LLLT u
liječenju boli u donjem dijelu leđa.

## Psihološki pristup
Dokazi o koristi bihevioralne terapije (BT) i kognitivno bihevioralne terapije (CBT) u liječenju adultne
kronične boli je općenito slaba, djelomično zbog rasta tehnika upitne kvalitete i slabe kvalitete prijave
u kliničkim istraživanjima. Ključan sadržaj individualnih intervencija nije izoliran i nisu određeni važni
kontekstualni elementi, kao što je obuka terapeuta i razvoj priručnika za liječenje. Široko varijabilna
priroda rezultirajućih podataka čini korisni sistematski pregled i metaanalize unutar polja veoma
teškim.
U 2009. sistematski pregled i randomizirane kontrolirane studije (RCT) o psihološkoj terapiji za
liječenje adultne kronične boli ( isključujući glavobolje) otkrila je ˝CBT i BT imaju slabi učinak u
poboljšanju boli. CBT i BT imaju minimalni učinak na invaliditet povezan s kroničnom boli. CBT i BT
imaju učinka na promjenu raspoloženja, i postoje neki dokazi da su te promjene zadržane 6 mjeseci.˝
i pregled RCTa o psihološkoj terapiji u liječenju kronične i rekurentne boli u djece i adolescenata, od
istih autora, otkriveno je ˝Psihološko liječenje je učinkovito u kontroli boli za djecu s glavoboljom i
dobrobit je čini se zadržana. Psihološko liječenje također mogu poboljšati kontrolu boli za djecu sa
mišićnoskeletnim i rekurentnim bolovima u trbuhu. Malo dokaza je dostupno za procjenu učinka na
invalidnost ili raspoloženje.

## Hipnoza
U 2007. pregled 13 studija našlo je dokaze da postoji učinak hipnoze na smanjenje boli u nekim
stanjima, međutim broj pacijenata uključenih u studiju je bio malen, ističući problem moći da se
pronađe grupne razlike, i najviše nedostatak vjerodostojne kontrole za placebo i/ili očekivanja. Autori
su zaključili ˝sveukupno otkrića omogućuju potporu za općenitu primjenjivost hipnoze u liječenju
kronične boli, značajno više istraživanja će biti potrebno za potpunu odluku o učinku hipnoze na
različita stanja kronične boli.

## Neadekvatno liječenje
Neadekvatno liječene boli je široko rasprostranjeno kroz kirurške sale, jedinice intenzivne njege,
odjele treume i hitne, u općoj praksi, u liječenju svih oblika kronične boli uključujući bol zbog tumora,
i njege na kraju života. Taj nemar je proširen kroz sve generacije, od neonatusa do krkih staraca.U
studenom 2008., WHO procijenila je da otprilike 80 % svjetske populacije nema ili ima ali nedostatnu
dostupnost liječenju srednje i jake boli.Svake godine deseci milijuna ljudi diljem svijeta, uključujući
i oko 4 milijuna bolesnika s rakom i 0,8 milijuna bolesnika s HIV/AIDS na kraju života pati od jake
boli bez liječenja. Iako lijekovi za liječenje boli su jeftini, sigurni, učinkoviti, općenito jasan za dati, i
internacionalno pravo obavezuje zemlje da učine dostupnim lijekove za bol.
Razlozi za nedostatke u liječenju boli uključuju kulturalne, socijalne, religijske i političke stavove,
uključujući podržavanje mučenja. Povrh toga, biokemijski modeli bolesti, usredotočeni na
patopsihologiju prije nego na kvalitetu života, pregrupiranje utvrđenih stavova koji marginaliziraju
liječenje boli kao prioritet. Drugi razlozi mogu imati veze s neadekvatnom obukom, na bazi osoblja ili
strah od prepisivanja radi zloupotrebe lijeka.
U Američkim državama, za hispance i Afroamerikance je vjerojatnije da će suvišno trpjeti kod
liječnika nego bijelci i vjerojatnije je da će bol kod žena biti neadekvatno liječeni nego u muškaraca.
Ta greška da se bol odgovarajuće liječi može biti liječnički strah da bude optužen za preveliko
prepisivanje lijekova (slučaj Dr. William Hurowitz), unatoč relativne rijetkosti optužbi, ili liječničko
siromašno razumijevanje rizika po zdravlje koji su pričvršćeni za prepisivanje opioida. Kao rezultati
nedavnih slučaja u Kaliforniji zaista, bili su osuđeni liječnici koji propustili osigurati odgovarajuće
olakšanje boli za zlostavljanje starijih, Sjeverno Američka medicinska i zdravstvena društva čini se
prolaze kroz promjene u pogledu. „The California Medical Board” (Kalifornijska medicinska komisija)
javno prekorila liječnike u drugom slučaju, federalni C„enter for Medicare and Medicaid Services”
(Centar za zdravstveno osiguranje i zdravstvene službe) proglasio je želju da okrivi za prijevaru
zdravstvene radnike koji prihvaćaju naplatu za omogućuju odgovarajuće olakšanje boli kada ne uspiju
učiniti tako, i smjernice i standardi kliničke prakse razvijaju se u jasne, jednoznačne iskaze na
prihvaćeno liječenje boli, tako da zdravstveni radnici, u Kalifornije najmanje, ne mogu izbjegavati
krivicu tvrdeći da slabašno ili nikakvo olakšanje boli odgovara društvenim standardima.
Trenutačne faze za poboljšanje u liječenju boli uključuje podvaliti kao etičko pitanje, promocija
liječenja boli kao legalno pravo, omogućiti konstitucionalno jamstvo i zakonske regulacije koje
obuhvaćaju pravo kazneno pravo nemara, kriminalno pravo, i zlostavljanje starijih, definiraju liječenje
boli kao osnovno ljudsko pravo, kategorizacija propusta da se osigura liječenje boli kao profesionalna
greška, i izdavanje smjernica i standarda prakse od profesionalnih tijela
|  | Molimo pročitajte upozorenje o korištenju medicinskih informacija. Ne provodite liječenje bez savjetovanja s liječnikom! |